# کلزمر
کِلِزمِر (به زبان یِیدیش: כליזמר یا קלעזמער (klezmer) حالت جمع: כליזמרים (klezmorim) ) موسیقی سنتی یهودیانِ اشکنازی ساکنِ اروپای شرقی است. کلزمر توسط نوازندگان حرفه‌ای که کلزموریم نام دارند، در چیدمانی به نام کاپِلیه نواخته می‌شود. این سبکِ موسیقی بیشتر در آهنگ‌های رقص، آهنگ‌های بی کلامِ نمایش و قطعاتِ مراسم عروسی و دیگر جشن‌های یهودیانِ اشکنازی به کار می‌رفته‌است. کلزمر در ایالات متحده آمریکا توسط یهودی‌های مهاجرِ ییدیش زبانی که از اروپای شرقی بین سالهای ۱۸۸۰ تا ۱۹۲۴ آمدند، گسترش قابل توجهی یافت و در سبکِ جاز آمریکایی تلفیق شد.
سبک کلزمر در طول سال‌های آغازین دههٔ هفتاد میلادی جانی دوباره یافت و اقبال عمومی که نسبت به جازِ سنتی آمریکا در بین مردم پدید آمده بود باعث شد تا کسانی نظیر آنجلا چمبرز، جاش هوروویتس، ییل استروم و باب کوهن توجهی بیش از پیش به کلزمر داشته باشند و سال‌ها وقت صرف انجام تحقیقات میدانی بر روی ریشه‌های کلزمر در اروپای شرقی و مرکزی کنند. علاوه بر این در ابتدای دههٔ هشتاد میلادی، ورود مهاجران یهودی از اتحاد جماهیر شوروی به ایالات متحده و اسرائیل موجب رونق گرفتن بیش از پیش این سبک گردید.
در مقایسه با بسیاری دیگر از سبک‌های فولکلور موسیقی اروپایی اطلاعات مستدل و مستند بسیار کمی در مورد کلزمر در دست است و بیشتر مطالب در مورد کلزمر بر اساس حدس و گمان‌های عامیانه و نقل قولهای باقی‌مانده در مورد آن است.

## ریشه‌شناسی
اصطلاح کلزمر از ترکیب دو واژهٔ عبری شکل گرفته‌است:
1. کِلی به معنی «ابزار (به ویژه ابزار و ادوات کشاورزی)، ظروف و ابزار مطبخ»
2. زِمِر به معنی «ساختنِ موسیقی یا آوا».

در واقع ترکیب این دو واژه به صورت کِلی‌زِمِر (כְּלִי זֶמֶר) به معنای «رگهای آوا» یا همان «ابزار موسیقی» است.
واژهٔ کِلِزمِر در ابتدا برای اشاره به سازها و آلات موسیقی کاربرد داشت اما بعدها به عنوان یک خطاب تحقیرآمیز برای نوازندگان کاربردی گسترده یافت (مانند واژهٔ مطرب در تداول فارسی زبانان). در طول دو قرن ۱۶ تا ۱۸ میلادی کاربرد یادشده برای کلزمر رفته رفته با واژه‌هایی مانند leyts (به معنای دلقک) جایگزین گردید. اما از آن زمان تا اواخر قرن ۲۰ میلادی طول کشید تا کلمهٔ کِلِزمِر در معنای سبکی در موسیقی به کار رود. در اوایل قرن بیستم میلادی واژهٔ کلزمر در آثار و نوشته‌ها برای اشاره به نوعی موسیقی یهودی کاربرد داشت اگر چه در آن زمان نیز گاهی به جای استفاده از اصطلاح کلزمر برای این یادکرد از اصطلاح موسیقی فِرِیلیش (Freilech music) استفاده می‌شد ("موسیقی فِرِیلیش "در زبان ییدیش به معنای "موسیقی شاد" است). اولین استفاده از اصطلاح "کلزمر" برای اشاره به موسیقی که توسط کلزموریم(ها) نواخته می‌شد در آلبومهای عروسی به سبک شرق - ۱۹۷۷ و خیابانی از طلا - ۱۹۷۸ بود و سپس «اندی استاتمن» و «زِو فلدمن» در اثر کلزمر، موسیقی یهودیان - ۱۹۷۹ از این اصطلاح سود جستند.

## سبک
کلزمر به راحتی توسط مشخصه‌های ملودیکش - که آوای انسانی، صدای خنده انسان یا صدای گریستن را تداعی می‌کند - شناخته می‌شود. این مشخصه‌های ملودیک در کلزمر تصادفی نیستند چرا که این سبک موسیقی دارای مشترکات فراوانی با حذان و آوازهای کلیسایی سنتی است. اصطلاح دیگری که در موسیقی کلزمر وجود دارد، دِرِیدلِخ (dreydlekh) به معنای آرایه (موسیقی) به کار رفته در کلزمر است و معمولاً با تکنوازیهای ویولون که کِرِختز (krekhts) نامیده می‌شوند همراه است. انواع مختلفی از سبک‌های موسیقی تحت تأثیر کلزمر قرار داشته و دارند. شاید شاخص‌ترین آن‌ها موسیقی فولکلور رومانی باشد. همچنین کلزمر تأثیر به سزایی در رقصهای فولکلور شبه جزیرهٔ بالکان نظیر هوراس(Horas)، دویناس (Doinas)، سیرباس (Sirbas) و بولگارس (Bulgars) داشته‌است.

## تاریخچه

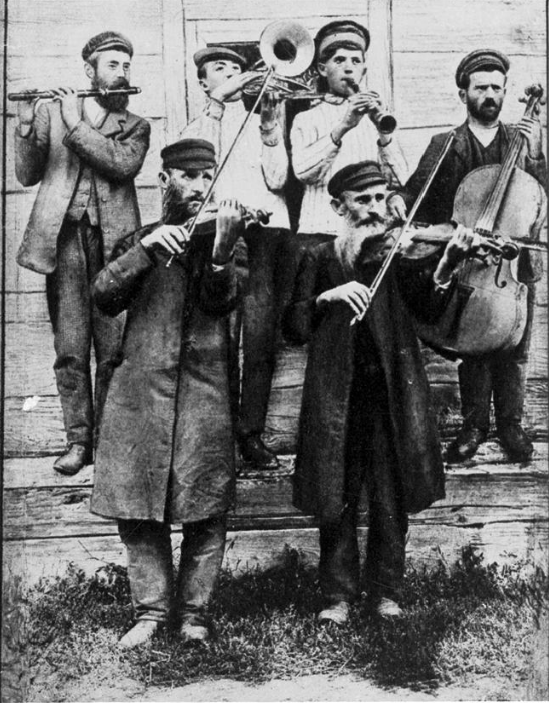
نوازندگان کلزمر در عروسی، اوکراین، سال ۱۹۲۵ میلادی.

### پیدایش
در کتاب مقدس چندین روایت، شرح و تفسیر مختلف برای سازها، لاویان و ساخت موسیقی آمده‌است. اما پس از تخریب معبد دوم اورشلیم در سال ۷۰ م، بسیاری از خاخام‌ها از نواختن موسیقی و کار با آلات موسیقی دلسرد شدند. اما اهمیت شادمانی در عروسیها و مراسمهای مختلف مناسبتی بود که باعث شکل‌گیری هسته‌های نخستین کلزمر گردید.

### نخستین کلزموریم
یعقوب بن یعقوب در قرن دوم میلادی، نوازندهٔ آلوس (ساز بادی باستانی) نخستین نوازندهٔ ثبت شده در تاریخ سبک کلزمر بود. وی در کرانه باختری رود اردن می‌زیست. نخستین قطعهٔ ثبت شده به سبک کلزمر مربوط به قرن پانزدهم میلادی است. هر چند که مختصات و ویژگی‌هایی که امروزه در سبک کلزمر تجلی یافته‌اند تا پیش از قرن نوزدهم میلادی و در بیسارابیا در هیچ جا ثبت نشده‌است.

### تأثیرپذیری و تأثیرگذاری
کلزمر یک سبک موسیقی غیر وابسته به مذهب و دین خاصی است و به همین سبب می‌توان آن را تا حدودی سکولار دانست و با وجود اشتراکات، منفک از موسیقی کنیسه به ویژه حذان دانست. کلزموریمها اغلب در سفر بودند و در واقع به دلیل سبک زندگی با کولیها قرابت زیادی داشتند. کلزموریمها هم نوازندگان دوره‌گردی بودند که در اکثر مناطق شبه جزیرهٔ بالکان یافت می‌شدند و به همین دلیل با کولیهای منطقه دارای برهمکنش فرهنگی موسیقایی و زبانی قابل ملاحظه‌ای بودند (به ییدیش: klezmer argot).

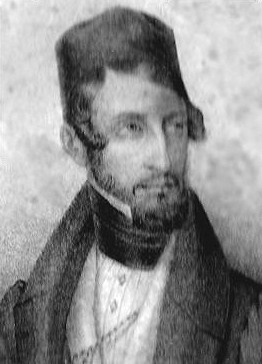
جوزف گوسیکوف

### محدودیت‌های حکومتی
کلزموریمها خود را محدود به نواختن در سبک کلزمر نمی‌کردند، آن‌ها در کلیساها و مهمانیهای اشراف می‌نواختند. همچنین از تدریس موسیقی کلاسیک نیز روی برنمی‌تافتند. کلزموریمها نیز مانند بسیاری دیگر از نوازندگان حرفه‌ای به وسیلهٔ حکومتها محدود می‌شدند به عنوان مثال در اوکراین تا قرن ۱۹ میلادی از نواختن با صدای بلند در محیطهای عمومی منع شده بودند. به همین دلیل هم کلزموریمها سازهایی نظیر ویولن، سیمبالوم (سنتور رومانی) و سایر سازهای زهی را برگزیدند. نخستین نوازندهٔ کلزمر که در کنسرتهای اروپایی می‌نواخت، جوزف گوسیکوف بود، وی در اجراهایش از نوعی زیلوفون چوبی شبیه به سنتور که خودش ابداع کرده بود استفاده می‌کرد. وی نام این ساز ابداعی را «ساز چوب و نی» نهاده بود. این ساز یک سیمبالوم بود و به نظر متخصصانی نظیر فلیکس مندلسون بسیار مناسب بود. بعد از سال ۱۸۵۵ میلادی در زمان سلطنت الکساندر دوم روسیه محدودیتهای قانونی علیه موسیقی رفع شدند و از این تاریخ به بعد مشارکتهای سنجهای برنجی و کلارینت در موسیقی کلزمر را شاهدیم. در همین دوران بود که کلزمر در موسیقی نظامی هم وارد شد.
نقاشیهای به جا ماندهٔ زیادی از «خاییم گلدبرگ» وجود دارد که یهودیان چپگرای اهل اروپای شرقی را - که در واقع کلزموریم هستند - در حال نواختن سبک کلزمر نشان می‌دهد.

### دوران مدرن و شکوفایی
در اوایل قرن بیستم کلزمر در سراسر جهان در حال گسترش بود. ایالات متحده، کانادابا مکزیک و آرژانتین میزبان نوازندگان کلزمر دوره‌گردی بودند که به واسطهٔ آزار و اذیت حکومتهای روسیه و اروپای شرقی مهاجرت کرده بودند.
در اوایل قرن بیستم میلادی واژهٔ کلزمر در آثار و نوشته‌ها برای اشاره به نوعی موسیقی یهودی کاربرد داشت اگر چه در آن زمان نیز گاهی به جای استفاده از اصطلاح کلزمر برای این یادکرد از اصطلاح موسیقی فِرِیلیش (Freilech music) استفاده می‌شد ("موسیقی فِرِیلیش "در زبان ییدیش به معنای "موسیقی شاد" است). اولین استفاده از اصطلاح "کلزمر" برای اشاره به موسیقی که توسط کلزموریم(ها) نواخته می‌شد در آلبومهای عروسی به سبک شرق - ۱۹۷۷ و خیابانی از طلا - ۱۹۷۸ بود و سپس "اندی استاتمن" و "زِو فلدمن" در اثر کلزمر، موسیقی یهودیان - ۱۹۷۹ از این اصطلاح سود جستند.
«دیوید تراسِ» کلارینت نواز، «نافتول براندوین»، «هانکوس نتسکی» و چندین تن دیگر از نوازندگان این دوره آشکارا خود را کلزموریم می‌نامیدند.
«مویشه برگوفسکی» بیان کرده که هنرمندان بومی (مانند عموم هنرمندان) هرگز از عناصر فُرمال ساختاری صرفاً به خاطر خودشان استفاده نمی‌کنند. در این زمینه، «جوئل رابین» تجسم سنت موسیقی کلزمر شرق اروپاست: موسیقیدانی که عمیقاً در فرهنگی رخنه کرده‌است که دیگر وجود ندارد. این استاد موسیقی کلزمر، «مکس اپشتاین رابین» را «وارث بی‌چون‌وچرا» ی نوابغی همچون نافتول براندوین و دیو تاراس می‌خواند. آنسامبل موسیقی یهودی جوئل رابین در سال ۱۹۹۴ تأسیس شد و امروز تنها آنسامبلی است که مختص رپرتوار و سبک «عصر طلایی» موسیقی‌سازی ایدیش (کلزمر) است. این نغمه‌ها میراث به جا مانده از میشا اِلمان و جاشکا هایفتز و الهام‌بخش موسورگسکی و ریمسکی کورساکف و همچنین آهنگسازان دانشکده ملی یهود سن پطرزبورگ همچون ژوزف اکرون و جوئل آنجل بودند. با این همه، بخش زیادی از گنجینه‌های موسیقی غنی یهود شرق اروپا همچنان ناشناخته مانده‌اند (بر خلاف شهرت سنت ادبی آن که شولم آلایشم مندل و پیرتز نمایانگر آن هستند).
در نیمهٔ اول قرن بیستم، شرکت کلمبیا رکوردز چندین اجرای «ایزابل یاکوولونا کِرِمِر» خوانندهٔ یهودی روس تبار سوپرانو را در تالار کارنگی و چند سالن بزرگ دیگر در ایالات متحده ضبط و منتشر نمود.
اگرچه کلزمر یک موسیقی فولکلور یهودیان اشکنازی بود اما آهنگسازان بزرگی نظیر لئونارد برنستاین و آرون کوپلند تحت تأثیر شدید آن قرار داشتند. همچنین آشنایی گوستاو مالر و جورج گرشوین (به ویژه خلق اثر راپسودی در بلو) با کلزمر باعث می‌شود تا بیش از پیش به تأثیرگذاری مستقل کلزمر پی ببریم. همچنین آثار بزرگان جازی نظیر بنی گودمن و آرتی شاو را می‌توان الهام گرفته از ویژگی‌های کلزمر دانست. همچنین آهنگسازانی غیر یهودی نظیر دیمیتری شوستاکوویچ شاهکارهای
موسیقی مجلسیِ خود را تحت تأثیر کلزمر ساخته‌اند.

کلزمر در اواسط تا اواخر دهه ۱۹۷۰ در ایالات متحده و اروپا به رهبری گیورا فیدمن، زِو فلدمن، اندی استاتمن با ضبط آلبومها و ساخت فیلم‌های مستند و آموزشی توسط آن‌ها به شکوفایی رسید. 

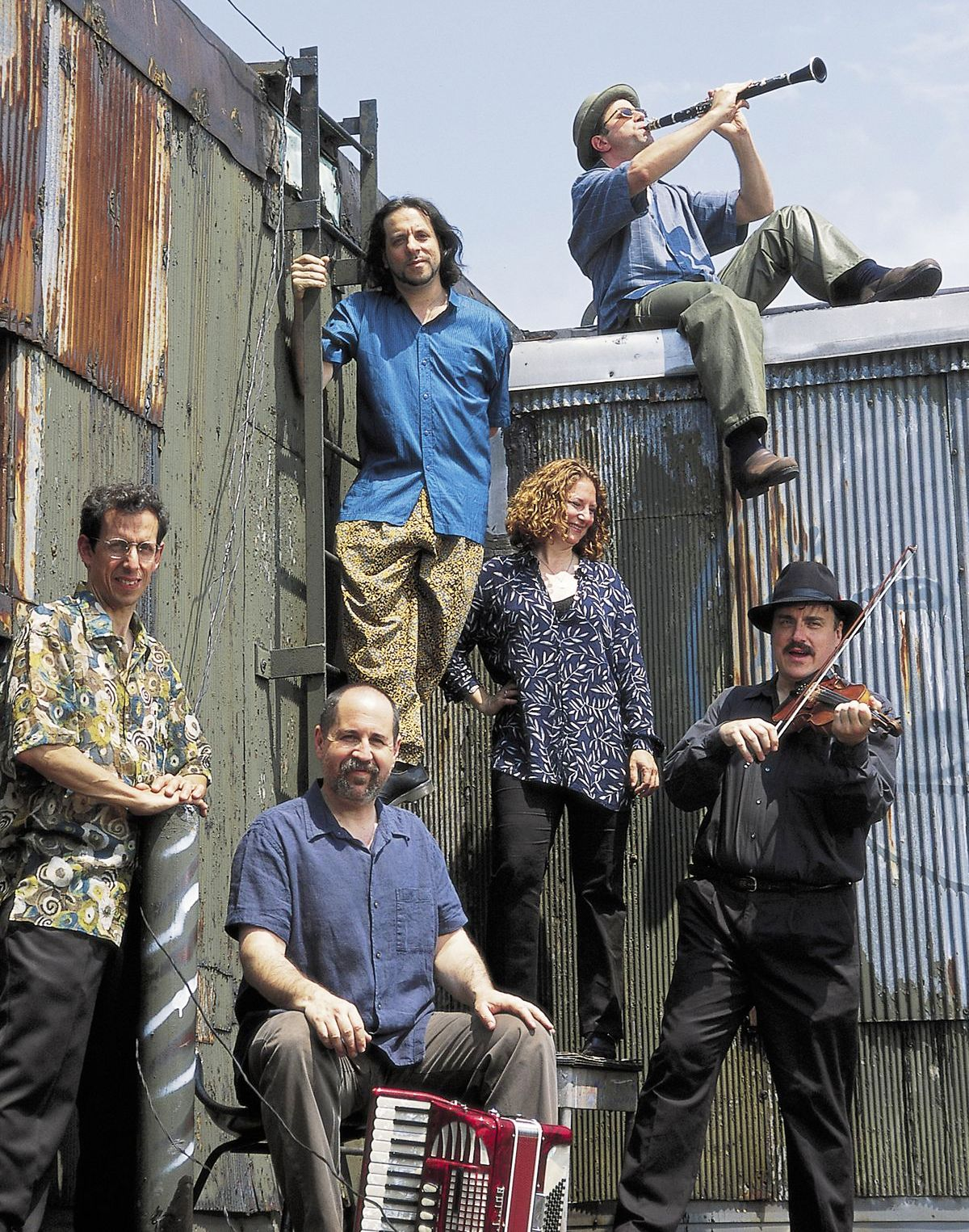
گروه کلزمر آمریکایی به نام «کلزماتیک»

در سال ۱۹۸۵ «هنری اسپوزنیک» و «آدرین کوپر» گروه «کلزکمپ» را تأسیس کردند. دههٔ ۱۹۸۰ شاهد موج دوم احیای کلزمر با غیر یهودیان در ایالات متحده و آلماناست. نوازندگان شاخص در این سبک جوئل روبین، خِوریزا، بودوویتس، ییل استورم و گروه کلزمر شیکاگو، گروه کلزمر خیابان ماکسول، گروه ویولونیستهای استیون گرینمن با الیسیا استیوگال و گروه کلزماتیک هستند. نوازندگان جاز آوانگارد مانند جان زورن نیز دارای علاقه‌های شدید به کلزمر هستند.

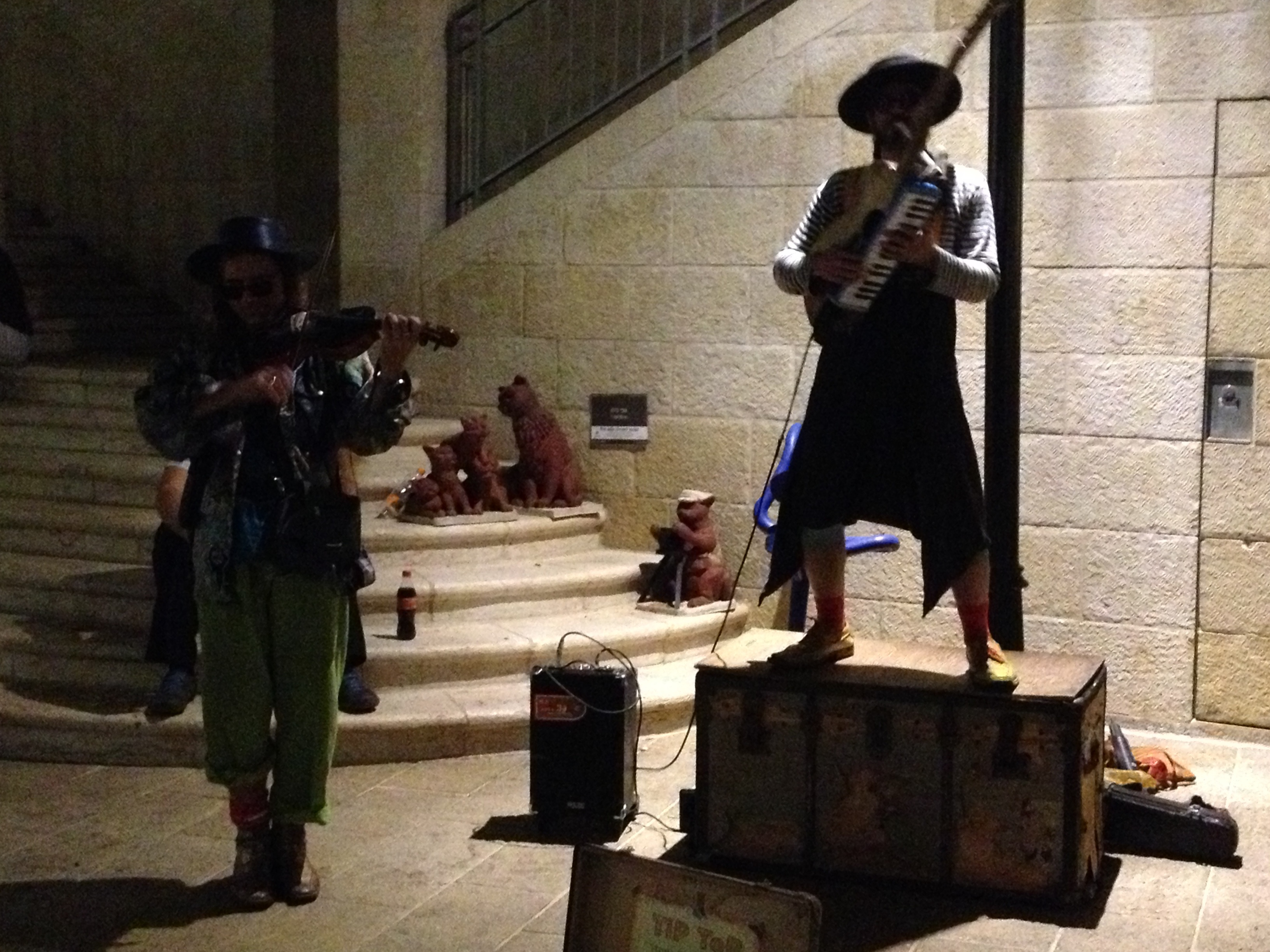
نوازندگان کلزمر در اورشلیم

اروپایی‌ها در سال ۲۰۰۸ بودجه‌ای را برای تحقیق میدانی پیرامون کلزمر و ریشه‌های آن در اروپا تخصیص دادند که انجام آن به گروهی تحت رهبری «آلن برن» و محقق «زِو فلدمن» در مولداوی سپرده شد. این گروه در حال حاضر در حال انجام این تحقیق است.
کلزمر در اسرائیل هم به‌طور جداگانه در حال پیشرفت است. «موشه برلین» (کلارینت نواز) و «آوروم لیب برستین» از سرشناسان این سبک در اسرائیل هستند.

## ریتم
کلزمر در طول تاریخ خود همواره به صورت زنده اجرا می‌شد و به علت استفاده در محافل و بزمها خصوصاً همراهی با رقصِ رقاصان از ریتم و قاعدهٔ خاصی در ریتم پیروی نمی‌کرد. رقصهای فولکلوری که در برخی از موارد شاد و طربناک و در برخی موارد حزن آلود و گاهی هم ترکیبی از این دو حالت بودند. عدم پیروی از ریتم در کلزمر به شدت تحت تأثیر انس و الفت کلزموریمها با موسیقی کولی‌های شبه جزیرهٔ بالکان و موسیقی پیشا مدرن روسیهٔ تزاری بوده‌است.
همین ویژگی کلزمر باعث شد تا در مواجهه با موسیقی جاز به سرعت جذب یکدیگر شوند هر چند که موسیقی جاز در مقام مقایسه با کلزمر یک موسیقی ریتمیک و قانون مند تلقی می‌شود. خصوصاً جاز مدرن به شدت پیرو ریتم و قواعد است.

## مُدها
تمامی مدهای موسیقی کلزمر برگرفته از نامهای اختصاصی دعاها و اورادی است که یهودیان یونانی، ترکی، جنوب شرقی و مرکزی اروپا در مراسم مذهبی خود در کنیسه‌هایشان می‌خواندند.

### احوا ربّوح (Ahava Rabboh)
احوا ربوح به معنی "عشق فراوان " در زبان عبری است و الهام گرفته از نام یک دعای روزانهٔ صبح (shacharis) در یهودیت است. ساختار آن به شکل زیر است:
AHAVA RABBOH in D (Nominal Mode): (B C) D Eb F# G A Bb C D
این مد شبیه به مقام عربی حجاز است.

### می‌شِبِیراخ (Mi Shebeirach)
می‌شِبِیراخ در زبان عبری به معنی «او کسیست که برکت می‌دهد» دعایی است که پس از خواندن تورات خوانده می‌شود. این مد تشابه بسیاری با مد دوریان دارد(D E F G A B C D).

### آدوین یمولوخ (Adoyn-y Moloch)
آدوین یمولوخ به معنی «حاکمیت پروردگار» در زبان عبری است؛ و در مزامیر از آن یاد شده‌است.
این مد شبیه به مد غربی میکسولیدیان (Mixolydian) است (G A B C D E F G).

### موگن اوویس (Mogen Ovoys)
موگن اوویس به معنی «سپر محافظ اجداد ما» در زبان عبری است. و بر گرفته از دعای شبات است. این مد شبیه گام مینور ملودیک است (A B C D E F# G# A G F E D C B A).

### ییشتاباخ (Yishtabach)
ییشتاباخ به معنی «مرا آن ده که آن به» در زبان عبری است که از متن یک دعای روزانه برگرفته شده‌است. این مد شبیه گام مینور ملودیک است با این تفاوت که در برگشت درجهٔ دوم و درجهٔ پنجم آن به میزان نیم پرده کم شده‌است (A B C D E F# G# A G F Eb D C Bb A).

## فیلم
- Yidl Mitn Fidl (1936) به کارگردانی جوزف گرین
- الیور! (۱۹۶۸),قطعات موزیکال مربوط به فاگین که یک کاراکتر یهودی داستان است همه در سبک کلزمر اجرا شده‌اند.
- ویولن‌زن روی بام (فیلم) (۱۹۷۱) به کارگردانی نورمن جویسون
- ماجراهای دیوانه‌وار خاخام جیکوب (۱۹۷۳) کارگردان ژرار آوری
- ینتل (فیلم) به کارگردانی باربارا استرایسند
- آخرین کلزموریم: زندگی و موسیقی لئوپولد کوزلوفسکی (۱۹۹۴) کارگردان ییل استورم
- غلغلک دادن در قلب (۱۹۹۶) به کارگردانی استفان شوویترت[۱۹]
- L'homme est une femme comme les autres 1998 به کارگردانی ژان-ژاک زیلبرمن
- ساختگی (۲۰۰۲) به کارگردانی گِرِگ پریتکین
- کلزمر در خیابان ماهی (۲۰۰۳) کارگردان ییل استورم
- لو تانگو des Rashevski (2003) کارگردان Sam Garbarski
- کلزمر در آلمان (۲۰۰۷) کارگردان کژیشتف زانوسی و سی. گلدی
- یک روز بزرگ در خیابان الدریج (۲۰۰۸) به کارگردانی ییل استورم
- کافر (فیلم) (۲۰۱۰) به کارگردانی جاش اپیگانسی
- بلوز یهودی (۲۰۱۱) به کارگردانی ماریان مارزینسکی